# تافروفو
تافروفو هي قرية في منطقة بيلغورود البلدية في منطقة بيلغورود في الاتحاد الروسي. المركز الإداري لمستوطنة تافروفسكي الريفية في منطقة بيلغورود. في التسعينيات ، حدثت تغييرات جوهرية في حياة القرية: تم تشكيل 5 مناطق صغيرة جديدة وبدأ بناؤها ؛ يتزايد عدد السكان أيضًا ، ويرجع ذلك أساسًا إلى المهاجرين من جمهوريات الاتحاد السوفياتي السابق.
```

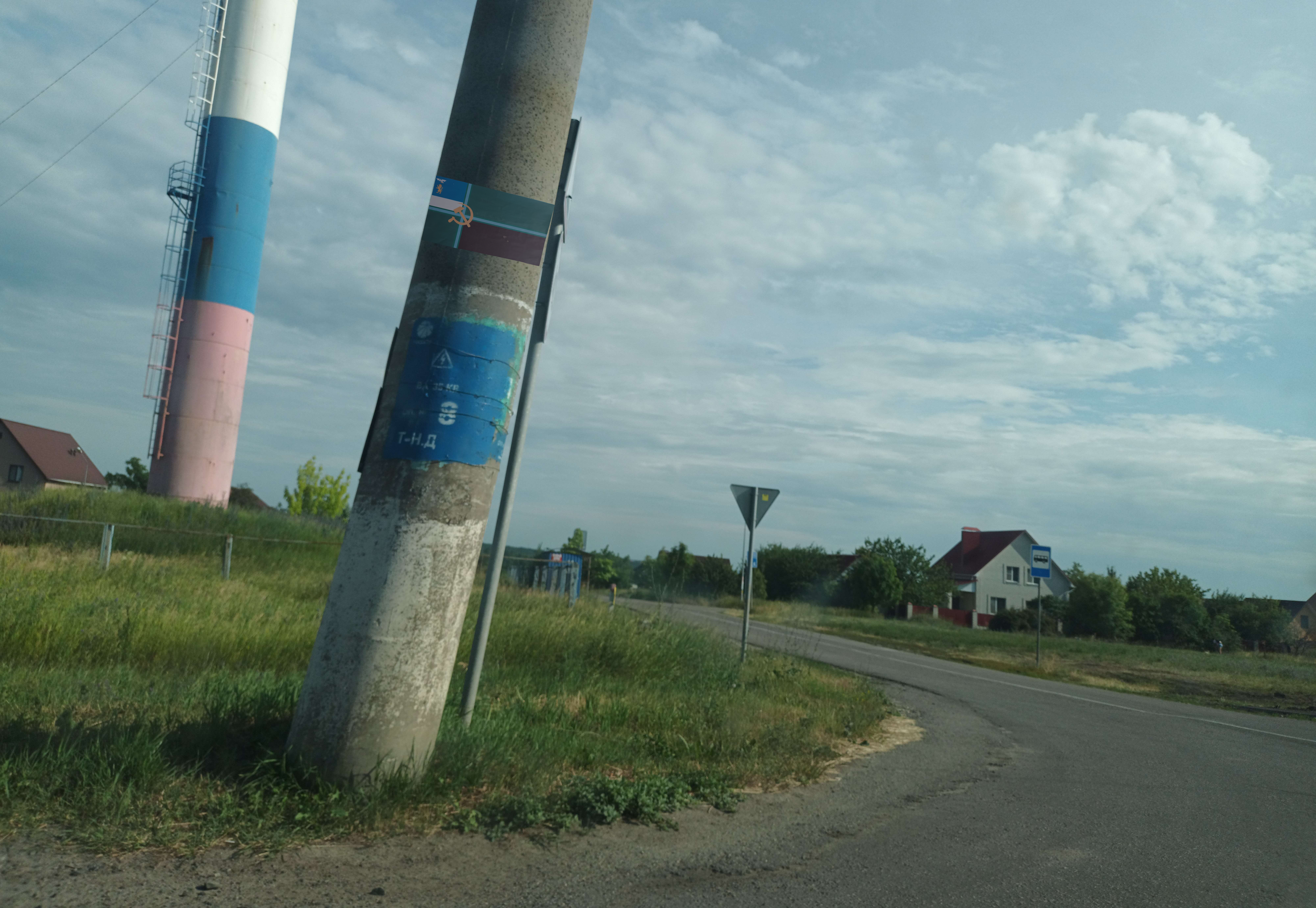
مدخل تافروفو 7

سميت المؤسسة التعليمية البلدية "مدرسة تافروفسكايا الثانوية في منطقة بيلغورود في منطقة بيلغورود" على اسم بطل الاتحاد السوفيتي أناتولي غريغوريفيتش أشكاسوف. الآن تافروفو هي قرية كبيرة ، تتكون من 10 مناطق صغيرة مخصصة لتطوير الإسكان الفردي. جاري تحسين أراضي القرية وتطوير بنيتها التحتية. عدد السكان 13000 نسمة. تعتبر تافروفو مركز الزراعة والعمل. يتم تطوير الزراعة وتربية الحيوانات هنا ، والتي تعد مصدر دخل للعديد من السكان المحليين. بالإضافة إلى ذلك ، هناك العديد من الشركات الصغيرة في القرية التي تخلق فرص عمل وتساهم في التنمية الاقتصادية للمنطقة. على الرغم من صغر حجمها ، توفر تافروفو لسكانها وضيوفها فرصًا كبيرة للاستجمام والترفيه النشط. من بين مناطق الجذب المحلية متحف ومركز للتاريخ المحلي وحدائق وساحات ، فضلاً عن العديد من الأحداث مثل المهرجانات والمعارض والحفلات الموسيقية.

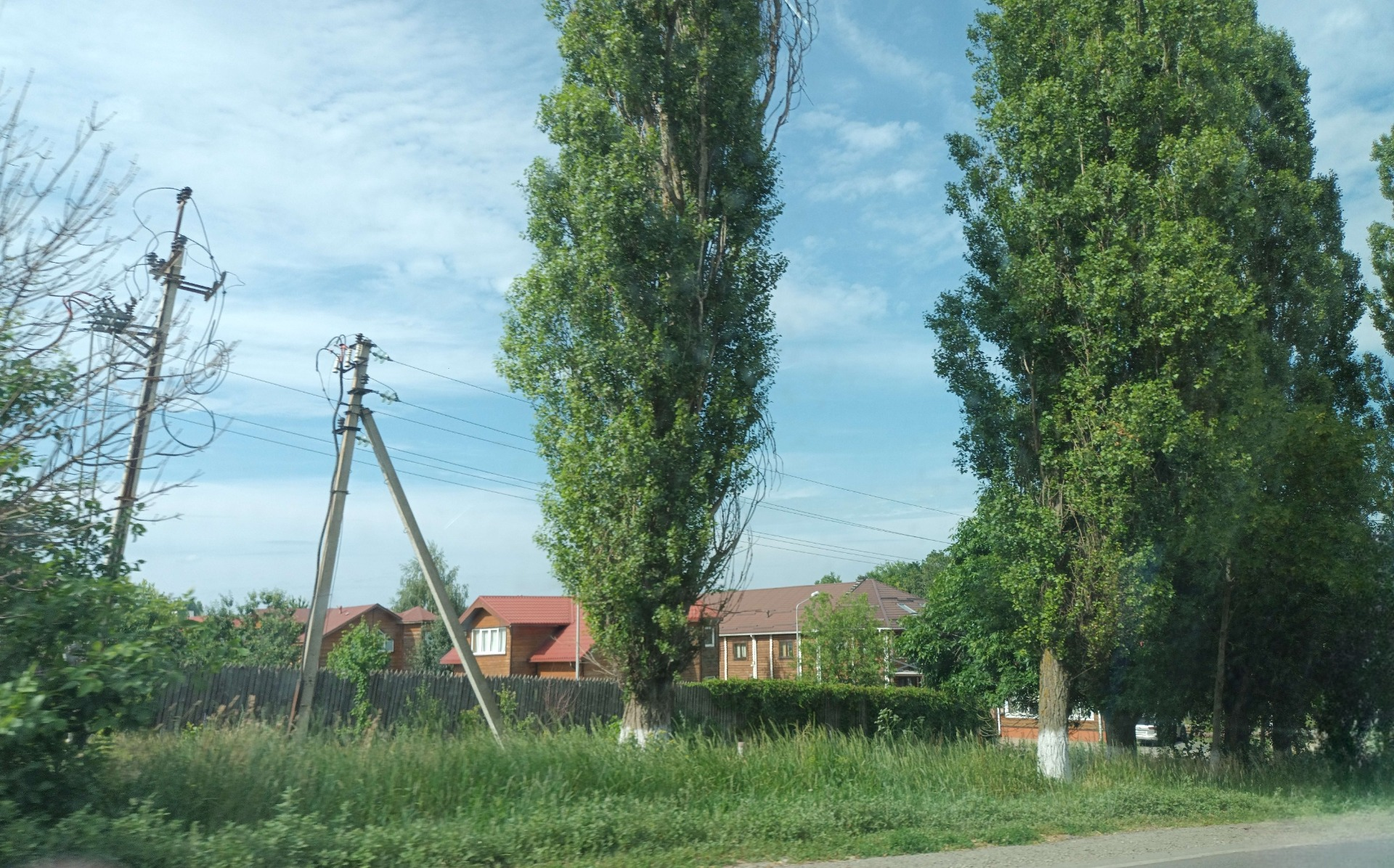
تافروفو فوتوغرافي

[
4
]
```

## صالة عرض

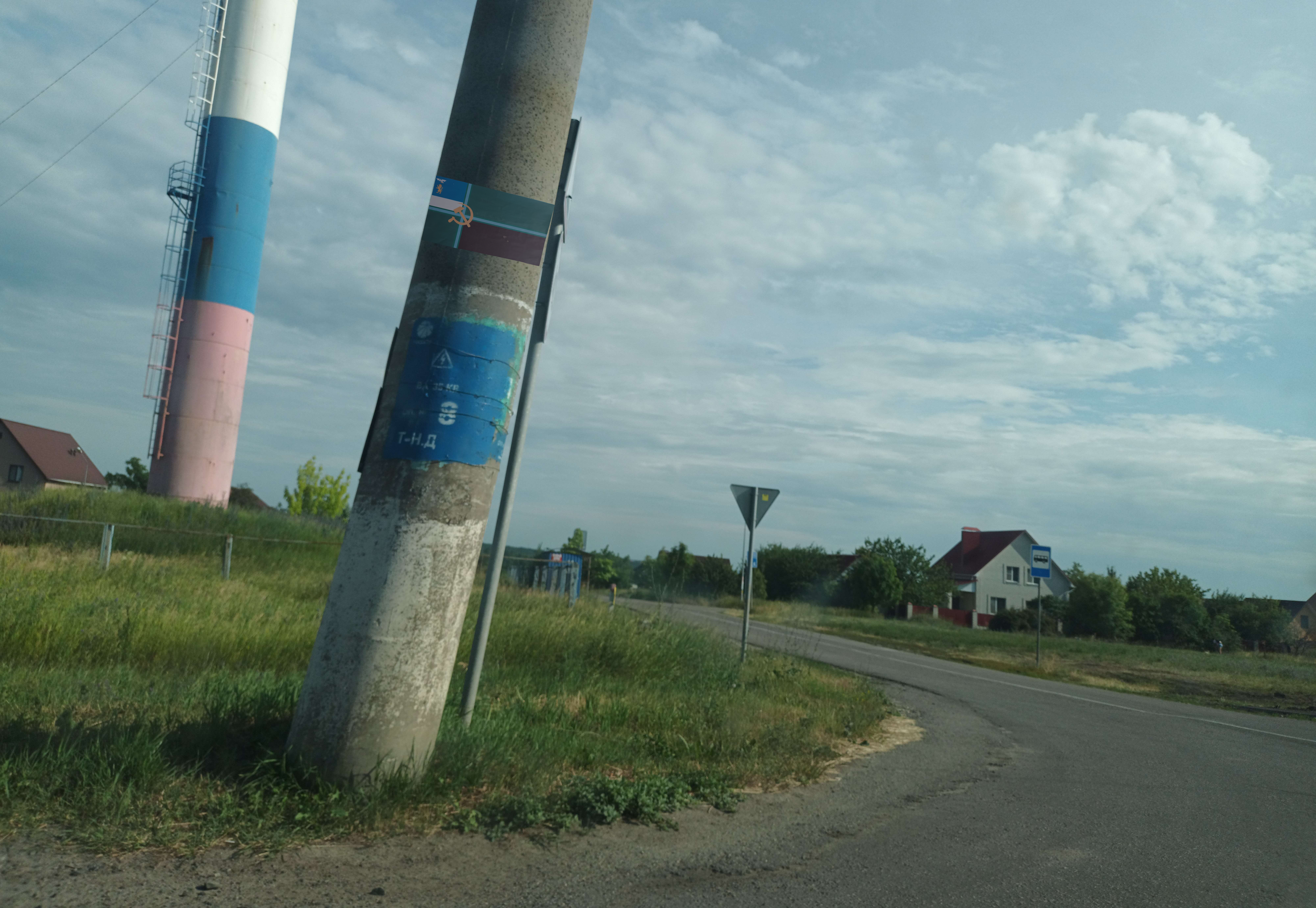
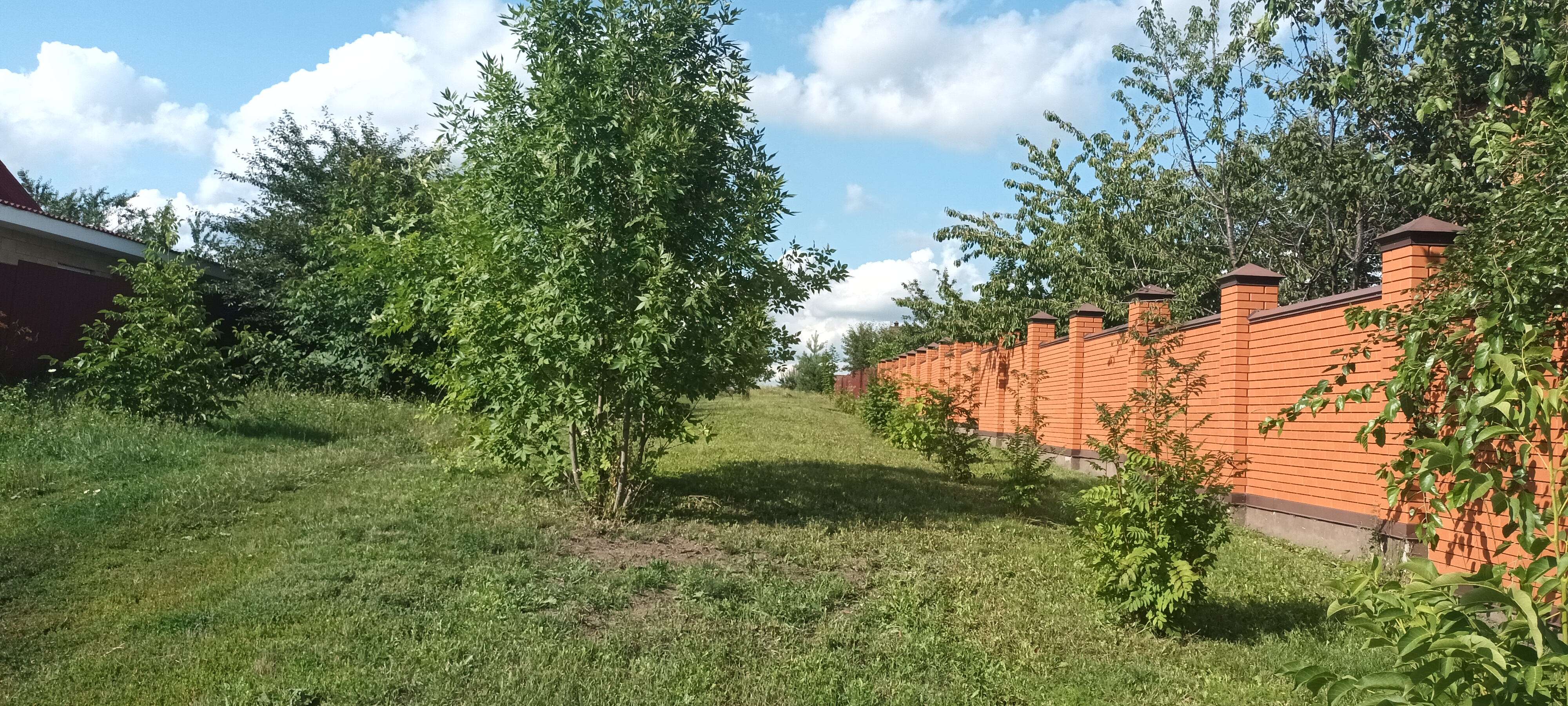
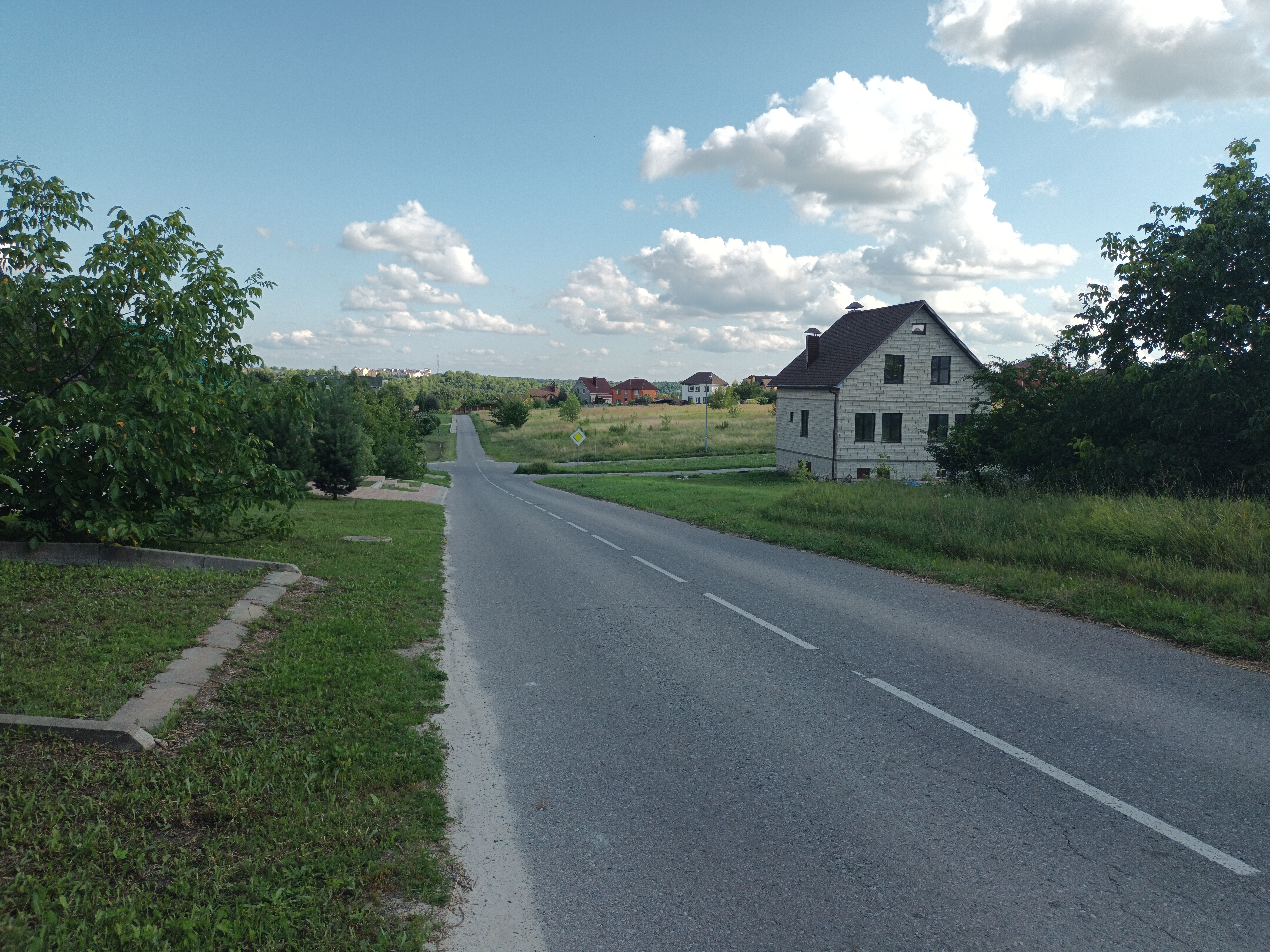
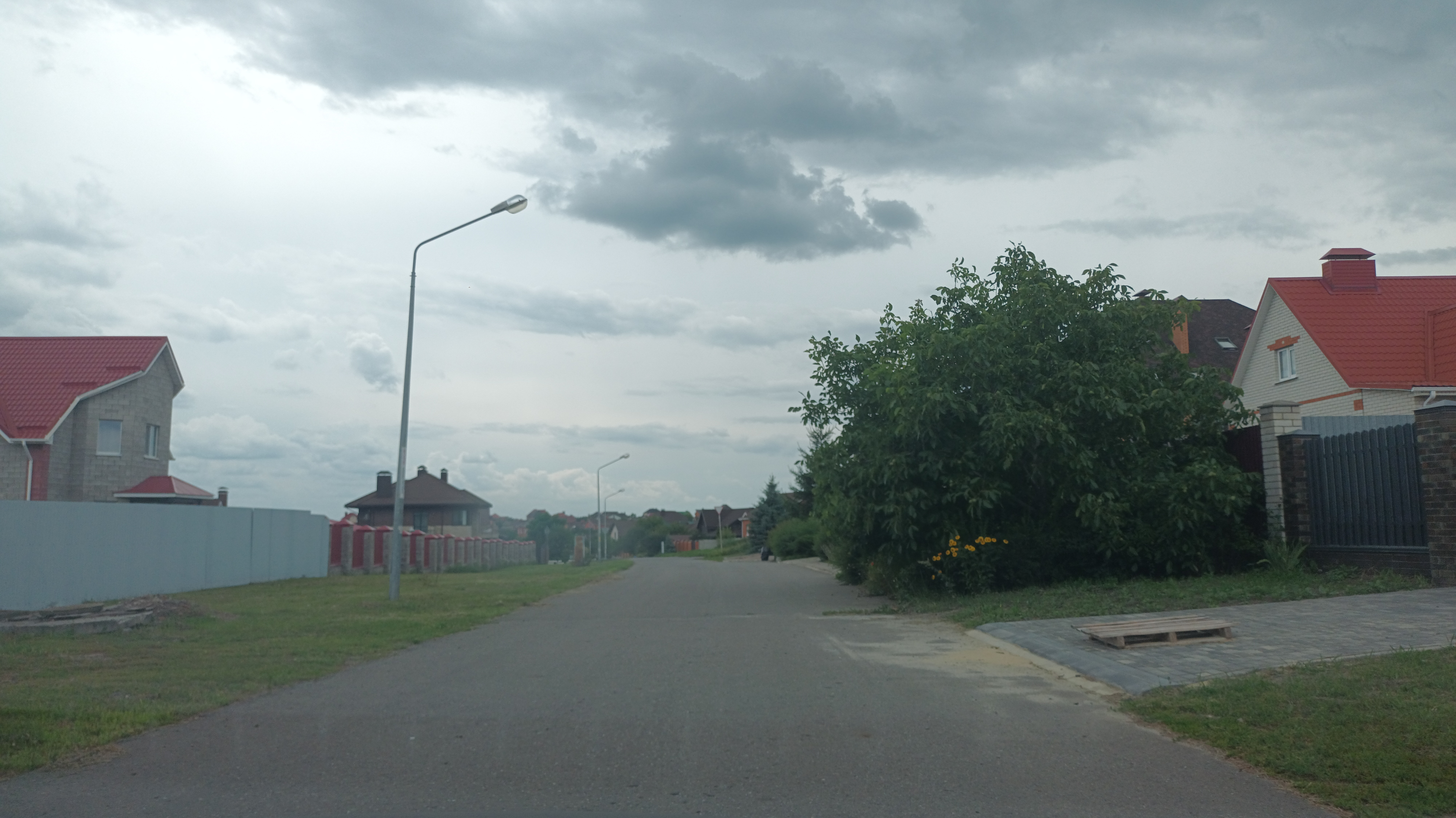
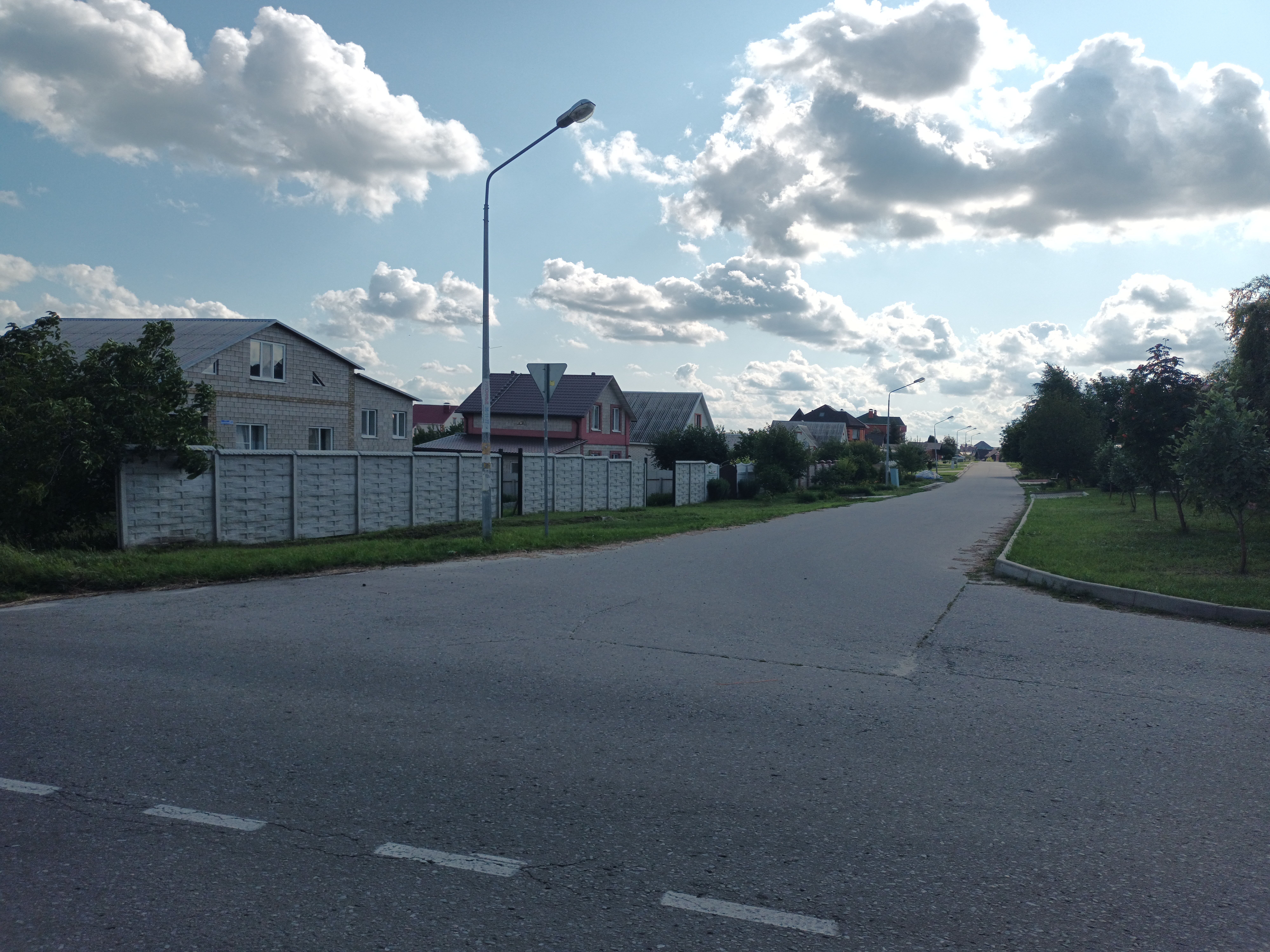
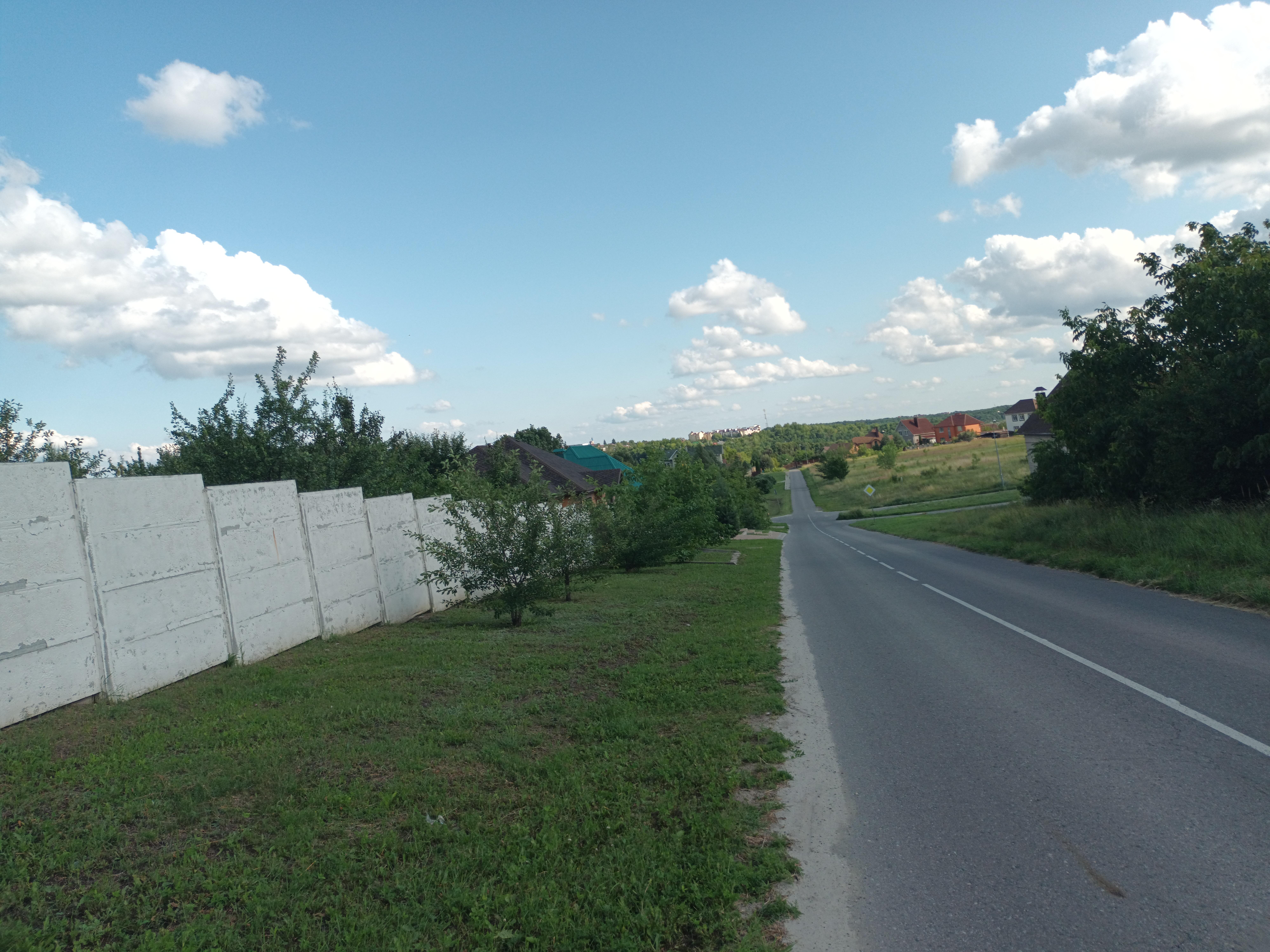
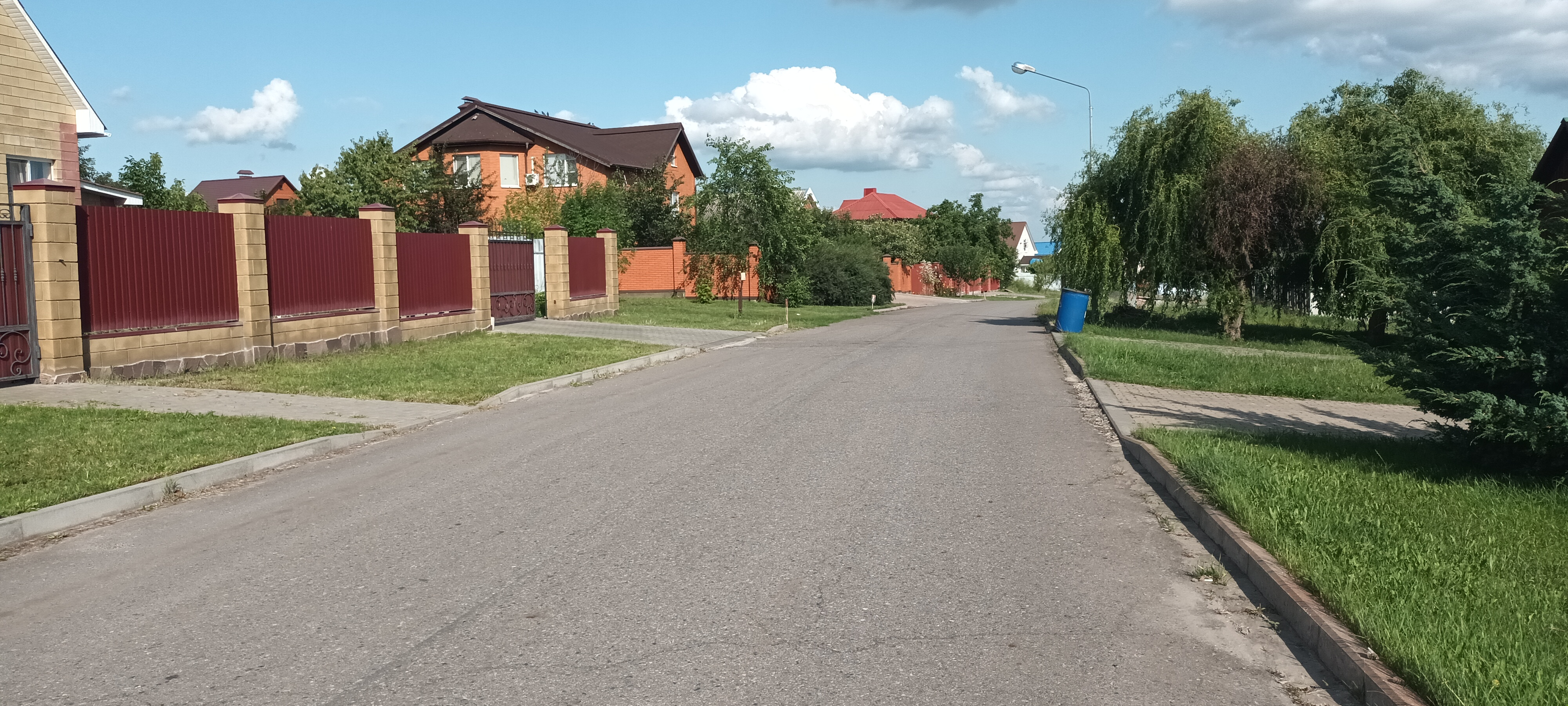
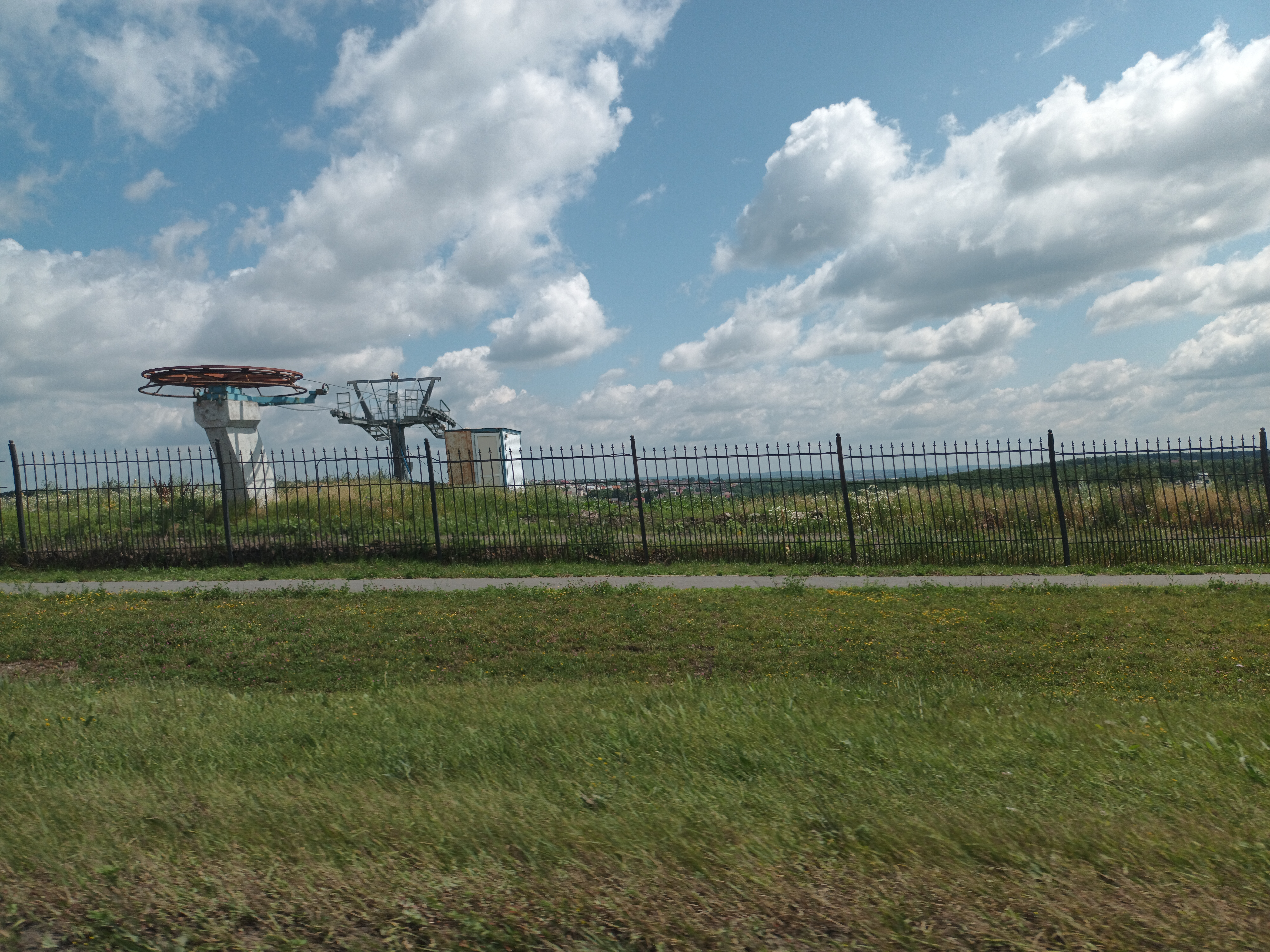
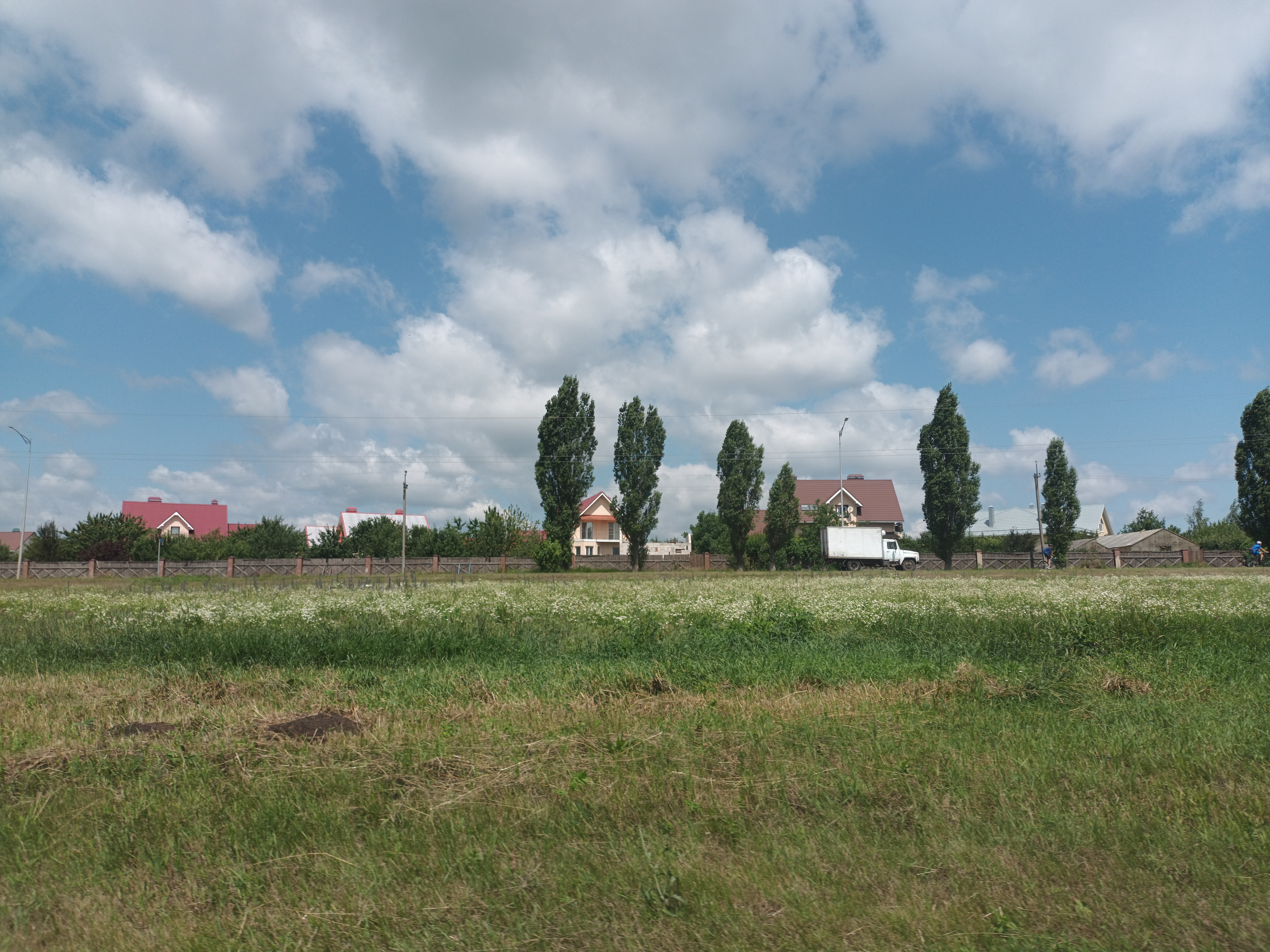
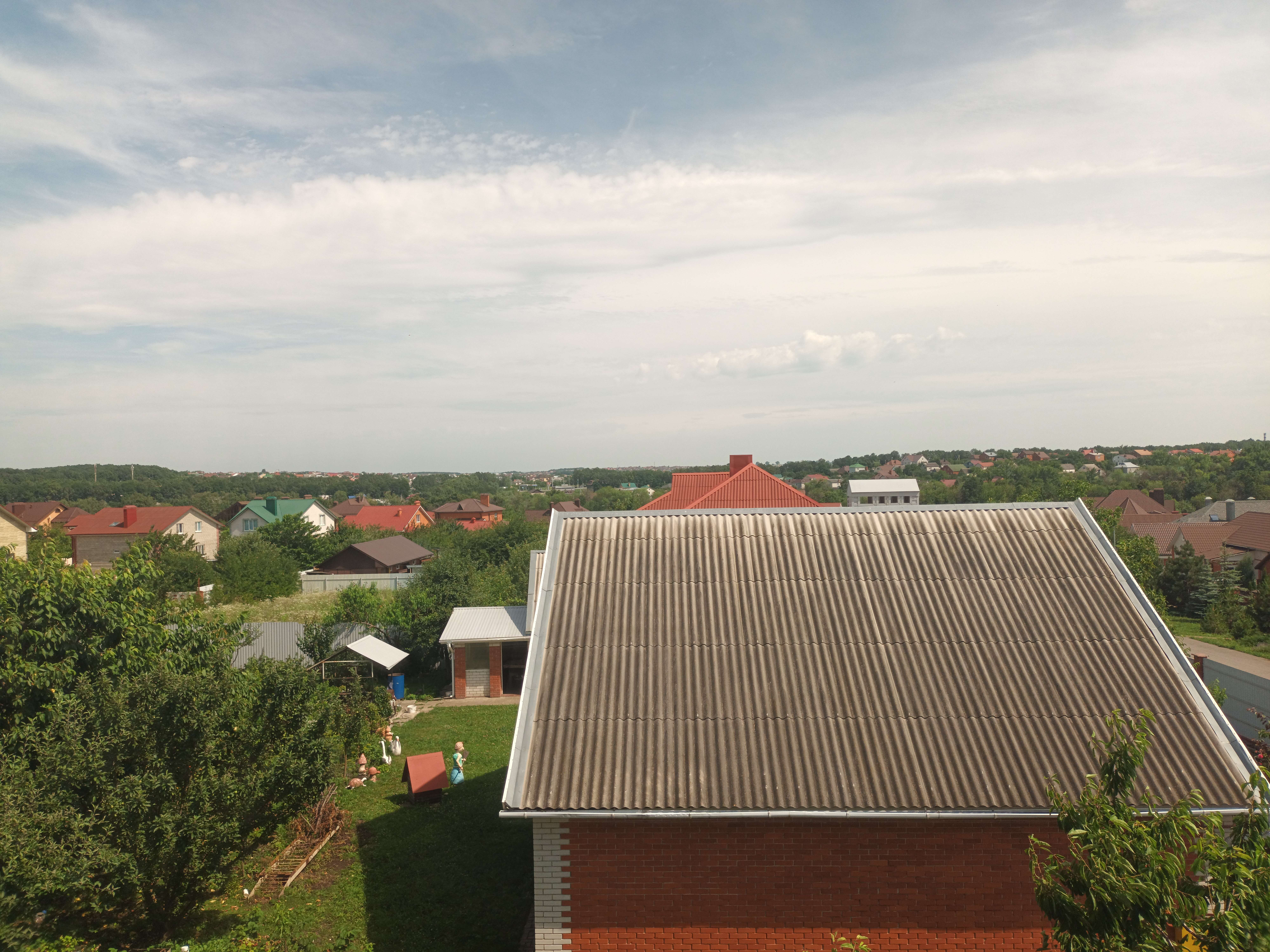

## مصدر
1. ↑  "Всероссийская перепись населения 2002 года" (بالروسية).
2. ↑  Всероссийская перепись населения 2010 года. Белгородская область. 15. Численность населения городских и сельских населённых пунктов (PDF) (بالروسية), QID:Q126726520, Archived from the original (PDF) on 2013-12-19
3. ↑  Итоги Всероссийской переписи населения 2020 года (по состоянию на 1 октября 2021 года) (بالروسية), QID:Q126684906, Archived from the original on 2022-09-01
4. ↑  "История села Таврово". مؤرشف من الأصل في 2023-06-26. اطلع عليه بتاريخ 2023-06-28.